# Епифанова, Ирина Львовна
Ирина Львовна Епифанова (род. 16 февраля 1970 года, Москва, РСФСР, СССР) — российская рок-певица, актриса. Наиболее известна по своему кратковременному участию в группе «Браво» (солистка), работе с Максимом Фадеевым и дуэтами с Борисом Моисеевым, Владимиром Цветаевым. Актриса Государственного театра киноактера.

## Биография и карьера
Родилась 16 февраля 1970 года в Москве. В 1992 году окончила Тамбовское училище культуры по классу трубы. Брала частные уроки вокала.
В 1988 году работала в группе «Линкор Кибадади», а с 1989 — в молодёжном центре «Искра».
Училась в ГИТИСе (курс Юрия Авшарова). По образованию — актёр эстрады.
Телевизионный дебют Епифановой состоялся в 1990 году на московском отборочном туре конкурса молодых исполнителей «Юрмала-90» с песней «Тоска» А. Поберея. 
Участвовала в конкурсах: «Ялта-90» (III премия и приз зрительских симпатий), «Ступень к Парнасу» (1992), «Гардемарины эстрады» (1993, диплом). 
На фестивале «Юрмала-90» её заметил Евгений Хавтан и тут же пригласил в группу «Браво». В начале 1990 года Ирина становится солисткой группы. Сотрудничество с группой, однако, оборвалось столь же внезапно, сколь и началось, поскольку Ирине «сверху» намекнули: или ты выбираешь работу в «Браво», или — участие в конкурсе «Юрмала-Ялта 90» и джазовую классику. Ирина выбрала второе, однако, по её словам, «Браво» она всё равно бы покинула, «потому что плясать под дудку Жанны Хасановны и петь её песни не собиралась». Две песни, которые Епифанова исполнила в составе «Браво» — «Джамайка» и «Красный свет» — вышли на диске группы «Песни разных лет».
После ухода из «Браво» Ирина Епифанова активно гастролировала по стране, а затем создала группу «Шейк», с которой исполняла песни в стиле грандж. Их соседями по репетиционной базе стала пост-панк группа «Матросская Тишина», с лидером которой Германом Дижечко было записано несколько песен на которые снял клипы их общий друг Олег Флянгольц. Эти песни легли в основу альбома "Поезд «Дружба»",  вышедшего в 2022 г.
Особенно хорошо Епифановой удавались классические романсы и народные песни — в 1991 году именно за них она была приглашена в сборную программу «Борис Моисеев и его леди». Среди исполняемых Епифановой номеров была и знаменитая «Серенада» Шуберта. К 1995 году «Шейк» был распущен, а вскоре произошло расставание и с Моисеевым — Ирина Епифанова наконец начала работать над первым сольным альбомом, для которого записала музыку в разных стилях — блюз, джаз, поп-рок, главный акцент делая на красоту и изящество мелодий и аранжировок..
В 1997 году вышла замуж и на некоторое время отошла от музыки, однако уже через год давала концерты в клубах.
Дебютный альбом «Дорога домой» певица выпустила в 1999 году. Часть песен ей написал муж — Михаил Кудеяров. Альбом был высоко оценён её коллегами, в том числе Евгением Хавтаном.
Сыграла роль Фелиции Гэбриэл в мюзикле «Иствикские ведьмы».
На сегодняшний день Ирина Львовна преподаёт вокал в Московском техническом университете связи и информатики.

## Дискография

### Синглы
| Год  | Название                           |
| ---- | ---------------------------------- |
| 1990 | Тоска                              |
| 1990 | Человек-Невидимка                  |
| 1990 | Танцующая в облаках                |
| 1991 | Сезон дождей                       |
| 1991 | Свет любви                         |
| 1991 | Ты, я и джаз                       |
| 1993 | Whispers Of My Jealousy            |
| 1998 | Я — Антарктида (Матросская Тишина) |
| 1995 | Dangerous minds                    |
| 1996 | Я — Антарктида (ДДТ)               |
| 1996 | Я — Антарктида (вокализ (ДДТ)      |
| 2002 | Колыбельная                        |
| 2002 | Сон                                |
| 2005 | Найди меня                         |
| 2005 | Следи за её левой рукой            |
| 2005 | Аувфидерзейн                       |
| 2005 | Машина Динамо                      |
| 2005 | Снежное лето                       |
| 2005 | Баю-Бай, Алло                      |
| 2005 | Ромео и Джульетта                  |
| 2005 | Решила остаться с тобой            |
| 2008 | Треугольник                        |
| 2012 | Такая разная любовь                |
| 2013 | Легенда                            |

### Рок-проектShake!(1992—1994)
- Сам поймай
- Good night
- Осень
- I have a man
- Golden eyes (I)
- Golden eyes (II)
- Leave Me Alone

### Альбом «Дорога домой» [1999]
| Номер | Название       |
| ----- | -------------- |
| 1     | …              |
| 2     | Колокольчик    |
| 3     | Кофе           |
| 4     | Ласточка       |
| 5     | Колыбельная    |
| 6     | Любовь моя     |
| 7     | Остров         |
| 8     | Слезки         |
| 9     | Вслед за мной  |
| 10    | …              |
| 11    | Я — Антарктида |
| 12    |                |

### Альбом «Neo Romance» (2002)
Проект Сosmos Sound Club
- Черные глаза
- Утомленное солнце
- Не уходи
- Белыя, бледныя
- Утро туманное…
- Сомнение
- Я ехала домой
- Звезды на небе
- Я ехала домой (Light D’n’B Remix)
- Сны кораблей

### Поезд «Дружба» (памяти Германа Дижечко) (2022)
«Дружба» — альбом на стихи фронтмена «Матросской тишины» Германа Дижечко в исполнении Ирины Епифановой и музыкантов групп «Матросская тишина» (Александр Рогачёв), «Вежливого отказа» (Максим Трефан) и гитариста групп Red Elvises, «Мистер Твистер», Frogman (Юрий Кривошеин).
- Whisper of my jealousy
- Поезд «Дружба» (Геннадий и Надя Рассвет)
- Не Уходи
- Я — Антарктида! (оригинальная версия)
- Я — Антарктида! (вокализ версия)

## Видеоклипы
| Год  | Название                |
| ---- | ----------------------- |
| 1990 | Джамайка                |
| 1993 | Whispers of My Jealousy |
| 1993 | Good Night              |
| 1993 | Я — Антарктида          |
| 2022 | Поезд «Дружба»          |

## Дуэты
| Год  | Исполнитель                                        | Название                         |
| ---- | -------------------------------------------------- | -------------------------------- |
| 1991 | Макс Фадеев и Ирина Епифанова                      | Белый дым                        |
| 1991 | Макс Фадеев и Ирина Епифанова                      | Нет                              |
| 1991 | Ирина Епифанова и «Зеркало мира»                   | Ещё не сгустились тени           |
| 1991 | Ирина Епифанова и «Зеркало мира»                   | Вечер встал на колени            |
| 1992 | Тайм-Аут и Ирина Епифанова                         | Милая ночь                       |
| 1993 | Борис Моисеев и Ирина Епифанова                    | Дитя порока                      |
| 1993 | Матросская Тишина и Ирина Епифанова                | Whisper of my jealousy           |
| 1993 | Матросская Тишина, Максим Трефан и Ирина Епифанова | Я — Антарктида!                  |
| 1994 | Владимир Цветаев и Ирина Епифанова                 | Эй, хулиган!                     |
| 1994 | Владимир Цветаев и Ирина Епифанова                 | Тане не спится                   |
| 1995 | М.Е.Г.А.П.О.Л.И.С. и Ирина Епифанова               | Последние письма                 |
| 1995 | Ирина Епифанова и Александр Беклешов               | Fantom of The Opera              |
| 1996 | Ирина Епифанова и Виктор Салтыков                  | В хрустальном шаре               |
| 1997 | Борис Моисеев и Ирина Епифанова                    | Я любовь свою навещу в раю       |
| 1998 | Борис Моисеев и Ирина Епифанова                    | Танцы в облаках                  |
| 2002 | «Катя и Крокодилz» и Ирина Епифанова               | Скорость                         |
| 2005 | Аль Бано и Ирина Епифанова                         | Черные глаза                     |
| 2005 | Аль Бано и Ирина Епифанова                         | Голубой паровозик                |
| 2005 | М.Е.Г.А П.О.Л.И.С. и Ирина Епифанова               | Высоко вдали                     |
| 2010 | М.Е.Г.А.П.О.Л.И.С. и Ирина Епифанова               | Мария Египетская                 |
| 2008 | ДДТ и Ирина Епифанова                              | Я — Антарктида!                  |
| 2008 | ДДТ и Ирина Епифанова                              | Я — Антарктида! (Вокализ версия) |
| 2013 | «Король и Шут» и Ирина Епифанова                   | Баллада о бедном цирюльнике      |
| 2013 | «Король и Шут» и Ирина Епифанова                   | Грех                             |